# Dürriye Sultan
Dürriye Sultan (3. srpna 1905 – 15. července 1922) byla osmanská princezna, dcera prince Şehzade Mehmeda Ziyaeddina a vnučka sultána Mehmeda V.

## Mládí
Dürriye se narodila 3. srpna 1905 v paláci Dolmabahçe v Istanbulu. Jejím otcem byl princ Şehzade Mehmed Ziyaeddin a matkou Ünsiyar Hanım. Byla druhým dítětem a dcerou svého otce a nejstarším dítětem své matky. Měla o rok mladší sestru Rukiye Sultan a o pět let mladšího bratra Şehzade Mehmed Nazıma. Byla vnučkou sultána Mehmeda V. a jeho manželky Kamures Kadın.
V roce 1915 se spolu se svou sestrou a bratrem začala vzdělávat. Jejich učitelkou byla Safiye Ünüvar.
V roce 1918 po smrti jejího dědečka sultána Mehmeda V. se spolu s otcem přestěhovala do vily v Haydarpaša, kde spolu s matkou a sestrou žila v prvním patře. Později se k nim přistěhovala i její učitelka.

## Manželství
Dürriye se provdala za Sultanzade Mehmeda Cahida Beye, syna Naime Sultan a Mehmeda Kemaleddina Paši, vnuka sultána Abdulhamida II. Svatba se konala 26. března 1920 v paláci Yıldız. Její věno bylo 1001 zlatých. Po sňatku se přestěhovala i s manželem k Naime Sultan.
Po vícero snahách dostala svolení k rozvedení se s manželem. Rozvedli se 6. listopadu 1921. Po rozvodu se její manžel oženil se svou tetou Laverans Hanim, se kterou měl syna Bülenta Osmana Beye.

## Smrt
Dürriye Sultan zemřela 15. července 1922 ve věku pouhých 16 let na tuberkulózu. Byla pohřbena na hřbitově ve čtvrti Haydarpaša. O rok později zde na její památku byla vystavěna fontána.